# Lord Ahriman

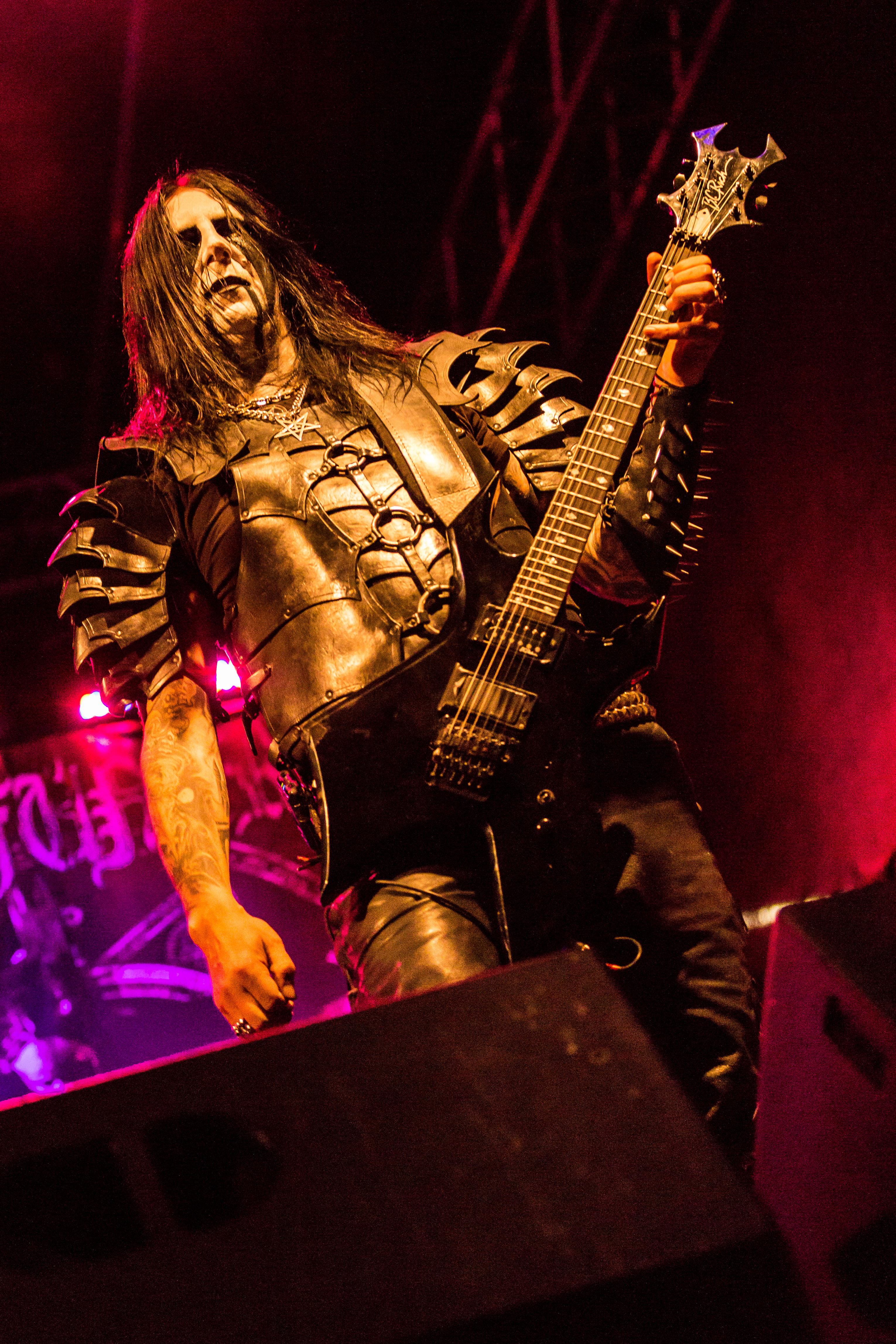
Lord Ahriman bij Rock unter den Eichen 2017

Mikael Svanberg (november 1972), beter bekend als Lord Ahriman, is een Zweedse muzikant en componist. Men kent hem als de primaire gitarist en schrijver van de blackmetalband Dark Funeral. Hij is de enige oprichter van de band die er nog steeds in zit. Zijn naam betekent Ahriman (Perzisch هریمن), gelijkstaand aan de godheid Ahura Mazda in Zoroastrisme.

## Biografie
Ahriman komt oorspronkelijk uit Luleå in het noorden van Zweden. Hij vertelde zelf, dat hij door zijn oma, moeder en jongere zus muziek is gaan schrijven tussen 1989 en 1990.
Door interesse in het satanisme (waarschijnlijk door modern satanisme) en extreme metal als tiener, werd hij geïntroduceerd binnen dit milieu. Toen hij 18 jaar was is hij naar Stockholm gegaan, waar bands als Entombed en Dismember zijn opgericht.
Hij is ook erg actief binnen deathmetal. Voordat hij in Dark Funeral speelde, speelde hij in een blackened death metal band genaamd Satan's Disciples. Daarnaast had hij een ander project genaamd Wolfen Society, die de MCD "Conquer Divine" uitbrachten in 2001. Alleen door moeilijkheden met No Fashion Records werd het geen succes.
Ahriman en andere Dark Funeral leden werden gedwongen om bijbanen te nemen nadat No Fashion Records hun geen auteursrechten gaf voor Dark Funeral zijn backcatalogus. Sinds dit geval is Dark Funeral een deelnemer in een campagne tegen "corrupte" labels. In oktober 2008 werd er aangekondigd dat het Ahriman en Emperor Magus Caligula was gelukt om de rechten tot de backcatalogus te krijgen.
In 2013 tekenden Lord Ahriman & Dark Funeral bij Century Media Records voor hun opkomende studioalbum.

## Discografie

### Dark Funeral

#### Studioalbums
- The Secrets of the Black Arts (1996)
- Vobiscum Satanas (1998)
- Diabolis Interium (2001)
- Attera Totus Sanctus (2005)
- Angelus Exuro pro Eternus (2009)
- Where Shadows Forever Reign (2016)

#### Live- en compilatiealbums
- De Profundis Clamavi Ad Te Domine [Live](2004)
- In the Sign... [Compilation] (2000)

#### Dvd's
- Attera Orbis Terrarum - Part II (2008)
- Attera Orbis Terrarum - Part I (2007)

#### Ep's
- Dark Funeral (1994)

### Wolfen Society
- Conquer Divine (2001)

### Gastbijdragen
- The Electric Hellfire Club – Electronomicon (2002)
- Thokkian Vortex – Track: Into the Nagual (medegeschreven, 2007)